# ریچارد کافمن
 ریشارد کاوفمان (انگلیسی: Richard Kaufmann؛ ۲۰ ژوئن ۱۸۸۷ – ۳ فوریه ۱۹۵۸) یک معمار یهودی اهل آلمان بود که در سال ۱۹۲۰ به اسرائیل مهاجرت نمود. وی به عنوان یکی از معماران مشهور سبک بین‌المللی شناخته می‌شود. از آثار وی می‌توان به تل‌آویو شهر سفید و طراحی و پایه‌ریزی روستای نحلل اشاره نمود.